# Diecezja tiencińska
Diecezja tiencińska (łac. Dioecesis Tienzinensis, chiń. 天主教天津教区) – rzymskokatolicka diecezja ze stolicą w Tiencinie, w Chińskiej Republice Ludowej. Biskupstwo jest sufraganią archidiecezji pekińskiej.

## Historia
27 kwietnia 1912 z mocy decyzji Piusa X, wyrażonej w brewe Nobis in hac, erygowany został wikariat apostolski Przybrzeżnego Zhili. Dotychczas wierni z tych terenów należeli do wikariatu apostolskiego Północnego Zhili (obecnie archidiecezja pekińska).
3 grudnia 1924 zmieniono nazwę na wikariat apostolski Tiencinu.
W wyniku reorganizacji chińskich struktur kościelnych, dokonanych przez Piusa XII bullą Quotidie Nos, 11 kwietnia 1946 wikariat apostolski Tiencinu został podniesiony do godności diecezji i przyjął obecną nazwę.
Z 1950 pochodzą ostatnie pełne, oficjalne kościelne statystyki. Diecezja tiencińska liczyła wtedy:
- 50 000 wiernych (1,4% społeczeństwa)
- 84 kapłanów (29 diecezjalnych i 55 zakonnych)
- 74 zakonników i 122 siostry zakonne
- 23 parafie

Od zwycięstwa komunistów w chińskiej wojnie domowej w 1949 diecezja, podobnie jak cały prześladowany Kościół katolicki w Chinach, nie może normalnie działać. Nowe władze wygnały z kraju misjonarzy. Wśród nich był biskup tienciński Jean de Vienne de Hautefeuille CM. W okresie rewolucji kulturalnej m.in. katedra została zamknięta i zdewastowana (w 1980 po rocznej renowacji ponownie otwarta dla wiernych).
W 1958 Patriotyczne Stowarzyszenie Katolików Chińskich powołało na biskupa duchownego, który nie miał papieskiego mandatu do sprawowania posługi ordynariusza. W 1963 przyjął on sakrę biskupią bez łączności ze Stolicą Świętą.
Na początku XX wieku wiele diecezji i zgromadzeń zakonnych nabyło w Tiencinie, ważnym mieście portowym, ok. 1,2 tys. nieruchomości, z których dochodów finansowano najuboższe misje. Po 1949 komuniści je skonfiskowali. Dziś zarabiają na nich lokalne władze.

## Diecezja obecnie
Do śmierci w czerwcu 2019 biskupem tiencińskim był Stephen Li Side wybrany i konsekrowany w 1982 w komunii ze Stolicą Apostolską, lecz w tajemnicy przed komunistycznymi władzami. Ze względu na brak uznania ze strony rządu bp Li Side przebywał w areszcie domowym. Ponadto miał zakaz wjazdu do Tiencinu i sprawowania liturgii w miejscowej katedrze.
Jego koadiutor od 1982 i następca od 2019 Melchior Shi Hongzhen, który również uznawany jest za prawowitego biskupa przez Rzym, lecz jego święcenia i co za tym idzie władza biskupia nie zostały zaakceptowane przez władze państwowe, także przebywał w areszcie domowym. Dodatkowo miał zakaz używania insygniów biskupich. 27 sierpnia 2024 ogłoszono jego akceptację przez rząd w Pekinie.
Statystyki diecezji znacznie się różnią według różnych źródeł: według jednego diecezja liczy 40 kapłanów, ok. 40 Sióstr Miłosierdzia, kilkudziesięciu seminarzystów i ok. 100 tys. wiernych; wg. innego liczy około 56 000 wiernych, rozproszonych w 21 parafiach, 62 księży i znaczną liczbę sióstr zakonnych.

## Biskupi

### Wikariusze apostolscy Przybrzeżnego Zhili
- Paul Marie Dumond CM (27 kwietnia 1912 - 21 lipca 1920) następnie mianowany administratorem apostolskim Ganzhou
- Jean de Vienne de Hautefeuille CM (12 lipca 1923 - 3 grudnia 1924)

### Wikariusz apostolski Tiencinu
- Jean de Vienne de Hautefeuille CM (3 grudnia 1924 - 11 kwietnia 1946)

### Biskupi tiencińscy
- Jean de Vienne de Hautefeuille CM (11 kwietnia 1946 - 14 czerwca 1951)
  - John Zhang Bide (1951 - 12 lutego 1953) administrator apostolski, biskup Zhaoxian
  - o. Alphonsus Zhao CM (12 lutego 1953 - 1981) administrator apostolski, nie miał święceń biskupich
- Stephen Li Side (1982 - 2019)
- Melchior Shi Hongzhen (od 2019)

### Biskupi bez mandatu papieskiego
Diecezją rządziło dwóch, uznawanych przez Stolicę Apostolską za nieprawowitych, antybiskupów. Należali oni do Patriotycznego Stowarzyszenia Katolików Chińskich i zostali mianowani z polecenia komunistycznych władz chińskich bez zgody papieża. Byli to:
- Paul Li Depei (1958 - 1991) najpierw administrator, biskup od 1963
- Joseph Shi Hongchen (1992 - 2005)